# Sveriges Radio P1
Sveriges Radio P1 (SR P1, formellt Sveriges Radio Program 1) är en svensk rikstäckande radiokanal som produceras av Sveriges Radio. Kanalen är Sveriges Radios äldsta och har sitt ursprung i bildandet av Radiotjänst (numera Sveriges Radio) den 1 januari 1925. P1 sänder huvudsakligen talande radio med fokus på samhälle, kultur och vetenskap. Kanalen sänder även program inom religion, livsåskådning och livsstil samt underhållningsprogram, till exempel radioteater och ljudböcker. Till skillnad från Sveriges Radios övriga kanaler sänder P1 endast musik i liten utsträckning. P1 sänds över FM-nätet, som DAB-radio och som en webbradiokanal på Sveriges Radios webbplats.
Bland Sveriges Radios kanaler är P1 den kanal som når ut till näst flest lyssnare efter P4.

## Program
P1:s tablå innehåller ett antal programtitlar som sänds regelbundet. På vardagar agerar ett antal aktualitetsblock ankare i tablån, mellan dessa och på helger sänds olika magasinsprogram av varierande längd. Korta Ekonyheter sänds en gång i timmen. Kulturnytt har också kortare sändningar på flera tider under dagen.
Vardagsmorgnar inleds halv sex med morgonprogrammet P1 Morgon med Morgonekot, Nyheter från Vetenskapsradion, Kulturnytt och fördjupning. Det följs av Ring P1 klockan 9.30. Förmiddagen och den tidiga eftermiddagen fylls med förstasändningar av olika magasinsprogram. Fasta program som återkommer varje vardag är Tolvslaget med Dagens dikt, Vetandets värld, Lunchekot med sport och tidningskrönika och OBS.
Radioföljetongen slutade sändas april 2024.
Klockan 15.00 börjar program som Talkshow i P1 (måndag till torsdag) och Spanarna (fredagar). Klockan fyra inleds aktualitetsavdelningen flaggskepp, Studio Ett, som varar i två timmar. På kvällstid sänds i huvudsak repriser.
På helgen finns färre fasta aktualitetsblock, undantaget Godmorgon, världen! som sänds på söndagsmorgnar.
I skarvar mellan programmen sänder P1 presentation trailrar, puffar och kortare intervjuer.
Ett urval av övriga P1-program:
- I hjärnan på Louise Epstein
- Studio Ett
- Filosofiska rummet
- Kaliber
- Konflikt
- Medierna
- Människor och tro
- Naturmorgon
- Public Service
- På minuten
- Radiopsykologen
- Sommar
- Spanarna
- Språket
- Stil
- Tendens

### Tidigare program
- Andrum
- Folkminnen
- Gender
- Kanalen
- Klarspråk
- Nordegren & Epstein i P1
- Pengar
- Publicerat
- Riksronden
- Tjugo frågor
- Vår grundade mening

### Sändningsuppehåll nattetid och nattsändningar
Länge hade P1 ett sändningsuppehåll mellan omkring halv två på natten och halv sex på morgonen. Under sändningsuppehållet sändes vågskvalp och taltidningar. I december 2014 meddelande Sveriges radio att man från och med den 13 januari 2015 börjar med nattsändningar i P1.

## Chefer
En ofullständig lista över programchefer och kanalansvariga för P1:
- Jan Olov Ullén (1983–)
- Ingvar Lundin (1986–)
- Ewonne Winblad (1992–1997)
- Tom Lundgren (1997–1998)
- Claes Keisu (1998, tf)
- Bengt Packalén (1998, tf)
- Eva Blomkvist (1998–2002)
- Hanna Stjärne (2002–2005)
- Cilla Benkö (2005, tf)
- Cecilia Bodström (–2013)
- Nina Glans (2013–)